# Kadilangu (Kangkung)
Kadilangu is een bestuurslaag in het regentschap Kendal van de provincie Midden-Java, Indonesië. Kadilangu telt 2084 inwoners (volkstelling 2010).